# Ménévillers
Ménévillers est une commune française située dans le département de l'Oise en région Hauts-de-France.

## Géographie

### Localisation
Ménévillers est un village rural du Plateau picard, situé à vol d'oiseau à 13 km à l'est de Saint-Just-en-Chaussée, 14 km au nord de Montdidier, 30 km à l'ouest de Noyon, 19 km au nord-ouest de Compiègne et 21 km au nord-est de Clermont.
La commune se trouve dans la zone d'emploi de Compiègne et dans le bassin de vie de Saint-Just-en-Chaussée.

### Communes limitrophes
Les communes limitrophes sont  Montgérain, Montiers, Méry-la-Bataille, Saint-Martin-aux-Bois et Wacquemoulin.
| Montgérain            |             | Méry-la-Bataille |
| Saint-Martin-aux-Bois | Ménévillers |                  |
| Montiers              |             | Wacquemoulin     |

### Géologie et relief
La superficie de la commune est de 4,88 km2 ; son altitude varie de 79  à   108 mètres.
Elle est située sur un plateau surplombant la vallée de l'Aronde

### Hydrographie

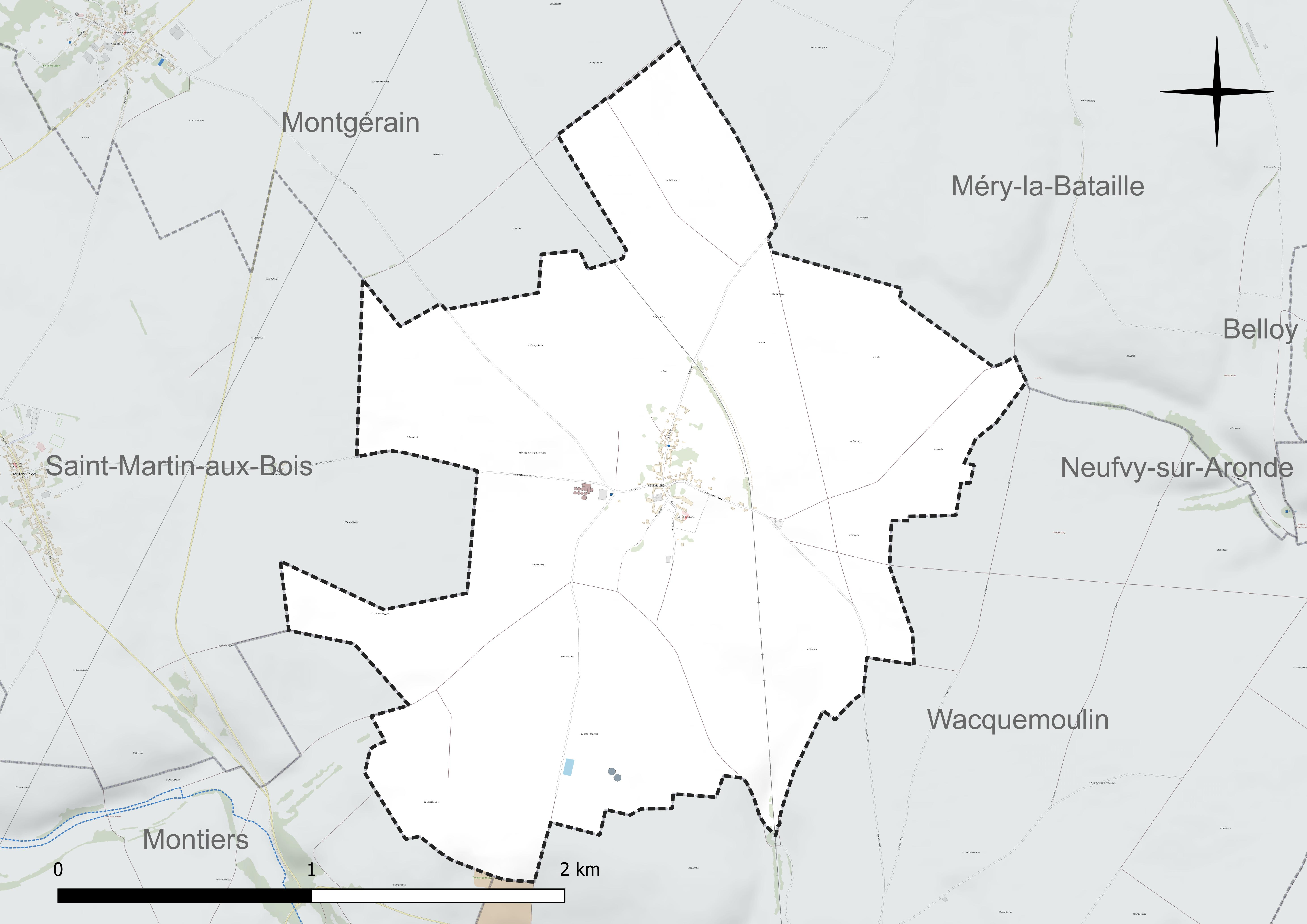
Réseau hydrographique de Ménévillers.

La commune est située dans le bassin Seine-Normandie. Elle n'est drainée par aucun cours d'eau,.

### Climat
Pour des articles plus généraux, voir Climat des Hauts-de-France et Climat de l'Oise.
En 2010, le climat de la commune est de type climat océanique dégradé des plaines du Centre et du Nord, selon une étude du CNRS s'appuyant sur une série de données couvrant la période 1971-2000. En 2020, Météo-France publie une typologie des climats de la France métropolitaine dans laquelle la commune est exposée à un climat océanique et est dans la région climatique Nord-est du bassin Parisien, caractérisée par un ensoleillement médiocre, une pluviométrie moyenne régulièrement répartie au cours de l'année et un hiver froid (3 °C).
Pour la période 1971-2000, la température annuelle moyenne est de 10,5 °C, avec une amplitude thermique annuelle de 14,7 °C. Le cumul annuel moyen de précipitations est de 680 mm, avec 11,1 jours de précipitations en janvier et 7,9 jours en juillet. Pour la période 1991-2020, la température moyenne annuelle observée sur la station météorologique la plus proche, située sur la commune de Godenvillers à 8 km à vol d'oiseau, est de 11,1 °C et le cumul annuel moyen de précipitations est de 701,9 mm,. Pour l'avenir, les paramètres climatiques de la commune estimés pour 2050 selon différents scénarios d'émission de gaz à effet de serre sont consultables sur un site dédié publié par Météo-France en novembre 2022.

## Urbanisme

### Typologie
Au 1er janvier 2024, Ménévillers est catégorisée commune rurale à habitat dispersé, selon la nouvelle grille communale de densité à sept niveaux définie par l'Insee en 2022.
Elle est située hors unité urbaine et hors attraction des villes,.

### Occupation des sols

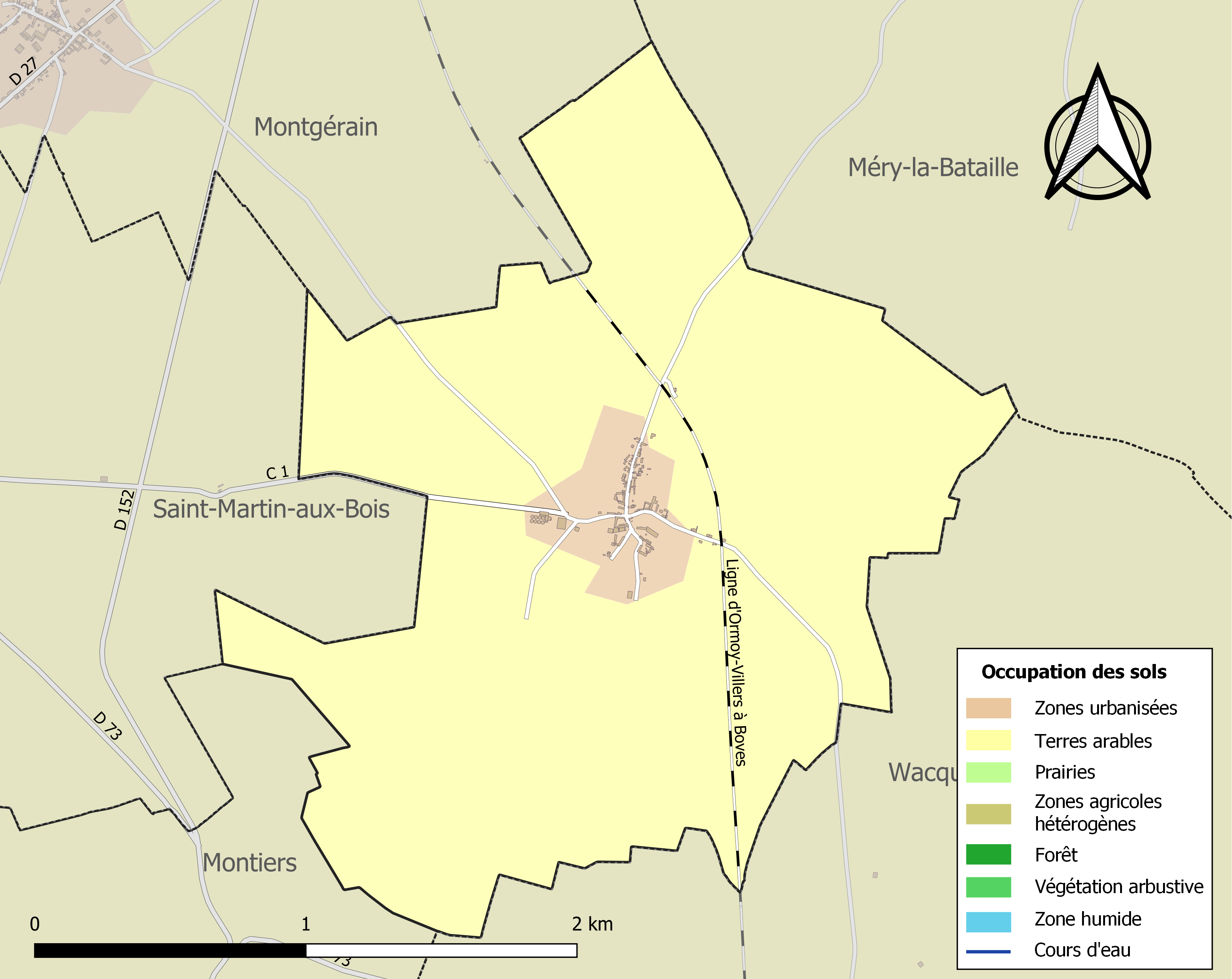
Carte des infrastructures et de l'occupation des sols de la commune en 2018 (CLC).

L'occupation des sols de la commune, telle qu'elle ressort de la base de données européenne d'occupation biophysique des sols Corine Land Cover (CLC), est marquée par l'importance des territoires agricoles (94,7 % en 2018), une proportion identique à celle de 1990 (94,7 %).
La répartition détaillée en 2018 est la suivante : terres arables (94,7 %), zones urbanisées (5,3 %).
L'évolution de l'occupation des sols de la commune et de ses infrastructures peut être observée sur les différentes représentations cartographiques du territoire : la carte de Cassini (XVIIIe siècle), la carte d'état-major (1820-1866) et les cartes ou photos aériennes de l'IGN pour la période actuelle (1950 à aujourd'hui).

### Habitat et logement
En 2021, le nombre total de logements dans la commune était de 44, alors qu'il était de 42 en 2016 et de 40 en 2011.
Parmi ces logements, 89,9 % étaient des résidences principales, 6,7 % des résidences secondaires et 3,4 % des logements vacants. Ces logements étaient  tous des maisons individuelles.
Le tableau ci-dessous présente la typologie des logements à Ménévillers en 2021 en comparaison avec celle de l'Oise et de la France entière. Une caractéristique marquante du parc de logements est ainsi une proportion de résidences secondaires et logements occasionnels (6,7 %) supérieure à celle du département (2,4 %) mais inférieure à celle de la France entière (9,7 %).
| Typologie                                               | Ménévillers | Oise | France entière |
| ------------------------------------------------------- | ----------- | ---- | -------------- |
| Résidences principales (en %)                           | 89,9        | 90,5 | 82,2           |
| Résidences secondaires et logements occasionnels (en %) | 6,7         | 2,4  | 9,7            |
| Logements vacants (en %)                                | 3,4         | 7    | 8,1            |

### Voies de communication et transports
Ménévillers est traversé par la ligne d'Ormoy-Villers à Boves,, mais sa gare a été supprimée dans les années 1970/1980 et la station de chemin de fer la plus proche est la gare de Wacquemoulin, desservie par des trains TER Hauts-de-France qui effectuent des missions entre les gares Amiens et de Compiègne.
La commune est desservie, en 2023, par les lignes 6309 et 6328 du réseau interurbain de l'Oise.

### Énergie
Un méthaniseur est créé en 2020 par quatre familles d'exploitants agricoles.

## Toponymie
Le nom de la localité est attesté sous les formes Meloisviller (1066) ; Mellisvillare (1125) ; Melleisvillare (1125) ; Meleisvilariis (1125) ; Melleivillaris (1150) ; Meneivillare (1175) ; Melaisvillaris (1190) ; Menoisviler (1190) ; Menoisviller (1195) ; Meloisvillare (1220) ; Meloiwillaris (1220) ; Melosviler (1239) ; Menoivillare (1253) ; Simon le prieus de menorviler (1255) ; Menoyviler (1263) ; Meneuviller (1322) ; Menenvillare (1348) ; Mesneviller (1450) ; Meneviller (1450) ; Menesviller (1469) ; Menesvillé (XVIe) ; Menovillé (XVIe) ; Menoiviler (XVIe) ; Menesvilliers (XVIe) ; Menesvillers (XVIe) ; Maneviller (1631) ; Mennevillé (1682) ; Menevillers (1840) ; Ménévillers (XIXe).

## Histoire

### Antiquité
Des vestiges gallo-romains ont été retrouvés, sans doute en lien avec la voie romaine reliant Venette à Montdidier.

### Moyen Âge
L’abbaye de Saint-Martin-aux-Bois a la seigneurie des lieux et est propriétaire d'un moulin à vent fortifié, détruit pendant la Guerre de Cent Ans sous le règne de Charles VII par les Anglais. Elle est propriétaire de la plupart des terres agricoles, qu'elle exploite elle-même ou qu'elle afferme.

### Temps modernes
Le moulin est rebâti en 1514 par les religieux avec la permission de Louis XII. Il est détruit au XIXe siècle, mais le lieu-dit en garde le souvenir, le « le moulin Flamant ».
Sous l'Ancien Régime, le village dépend du bailliage et du grenier à sel de Montdidier.

### Époque contemporaine
En 1839, la population vit de l'agriculture.
En 1900, le village compte des artisans et des commerçants, notamment un charron et un maréchal-ferrant, une fabrique de chaussons et trois café-épiceries.
En 1934 les artisans et commerçants sont un apiculteur, 3 cafés dont 2 épiceries, 1 maçon et 1 maréchal-ferrant.

## Politique et administration

### Rattachements administratifs et électoraux

#### Rattachements administratifs
La commune se trouve depuis 1942 dans l'arrondissement de Clermont du département de l'Oise.
Elle faisait partie depuis 1801 du canton de Maignelay-Montigny. Dans le cadre du redécoupage cantonal de 2014 en France, cette circonscription administrative territoriale a disparu, et le canton n'est plus qu'une circonscription électorale.

#### Rattachements électoraux
Pour les élections départementales, la commune fait partie depuis 2014 du  canton d'Estrées-Saint-Denis.
Pour l'élection des députés, elle fait partie depuis 2012 de la première circonscription de l'Oise.

### Intercommunalité
La commune fait partie de la communauté de communes du Plateau Picard, un établissement public de coopération intercommunale (EPCI) à fiscalité propre créé fin 1989 et auquel la commune a transféré un certain nombre de ses compétences, dans les conditions déterminées par le code général des collectivités territoriales.

### Liste des maires
| Période                                  | Période                        | Identité         | Étiquette | Qualité                                                                       |
| ---------------------------------------- | ------------------------------ | ---------------- | --------- | ----------------------------------------------------------------------------- |
| Les données manquantes sont à compléter. |                                |                  |           |                                                                               |
|                                          |                                |                  |           |                                                                               |
| avant 1962                               |                                | Lucien Cochepin  |           |                                                                               |
|                                          |                                |                  |           |                                                                               |
|                                          | 1995                           | Maurice Plat     | RPR       | Agriculteur                                                                   |
| 1995                                     | 2014                           | Bernard Cochepin | UMP       | Agriculteur                                                                   |
| 5 avril 2014                             | décembre 2018                  | Christian Le Nud |           | Chef d'entreprise Démissionnaire                                              |
| février 2018                             | En cours (au 30 novembre 2023) | Cédric Poinsard  |           | Cadre administratif ou commercial d'entreprise Réélu pour le mandat 2020-2026 |

## Population et société

### Démographie

#### Évolution démographique
L'évolution du nombre d'habitants est connue à travers les recensements de la population effectués dans la commune depuis 1793. Pour les communes de moins de 10 000 habitants, une enquête de recensement portant sur toute la population est réalisée tous les cinq ans, les populations de référence des années intermédiaires étant quant à elles estimées par interpolation ou extrapolation. Pour la commune, le premier recensement exhaustif entrant dans le cadre du nouveau dispositif a été réalisé en 2007.

En 2022, la commune comptait 103 habitants, en évolution de −2,83 % par rapport à 2016 (Oise : +0,87 %, France hors Mayotte : +2,11 %).
| 1793 | 1800 | 1806 | 1821 | 1831 | 1836 | 1841 | 1846 | 1851 |
| ---- | ---- | ---- | ---- | ---- | ---- | ---- | ---- | ---- |
| 250  | 268  | 267  | 218  | 226  | 222  | 234  | 225  | 208  |

| 1856 | 1861 | 1866 | 1872 | 1876 | 1881 | 1886 | 1891 | 1896 |
| ---- | ---- | ---- | ---- | ---- | ---- | ---- | ---- | ---- |
| 202  | 196  | 190  | 169  | 157  | 149  | 151  | 152  | 143  |

| 1901 | 1906 | 1911 | 1921 | 1926 | 1931 | 1936 | 1946 | 1954 |
| ---- | ---- | ---- | ---- | ---- | ---- | ---- | ---- | ---- |
| 145  | 138  | 122  | 102  | 112  | 118  | 106  | 117  | 118  |

| 1962 | 1968 | 1975 | 1982 | 1990 | 1999 | 2006 | 2007 | 2012 |
| ---- | ---- | ---- | ---- | ---- | ---- | ---- | ---- | ---- |
| 112  | 92   | 85   | 65   | 61   | 77   | 94   | 96   | 108  |

| 2017 | 2022 | - | - | - | - | - | - | - |
| ---- | ---- | - | - | - | - | - | - | - |
| 104  | 103  | - | - | - | - | - | - | - |

#### Pyramide des âges
La population de la commune est relativement jeune.
En 2018, le taux de personnes d'un âge inférieur à 30 ans s'élève à 36,6 %, soit en dessous de la moyenne départementale (37,3 %). À l'inverse, le taux de personnes d'âge supérieur à 60 ans est de 18,3 % la même année, alors qu'il est de 22,8 % au niveau départemental.
En 2018, la commune comptait 47 hommes pour 56 femmes, soit un taux de 54,37 % de femmes, largement supérieur au taux départemental (51,11 %).
Les pyramides des âges de la commune et du département s'établissent comme suit.
| Hommes | Classe d’âge | Femmes |
| ------ | ------------ | ------ |
| 0,0    | 90 ou +      | 0,0    |
| 8,5    | 75-89 ans    | 3,5    |
| 6,4    | 60-74 ans    | 17,5   |
| 19,1   | 45-59 ans    | 12,3   |
| 31,9   | 30-44 ans    | 28,1   |
| 19,1   | 15-29 ans    | 8,8    |
| 14,9   | 0-14 ans     | 29,8   |

| Hommes | Classe d’âge | Femmes |
| ------ | ------------ | ------ |
| 0,5    | 90 ou +      | 1,4    |
| 5,5    | 75-89 ans    | 7,6    |
| 15,6   | 60-74 ans    | 16,3   |
| 20,8   | 45-59 ans    | 20     |
| 19,4   | 30-44 ans    | 19,4   |
| 17,6   | 15-29 ans    | 16,2   |
| 20,6   | 0-14 ans     | 19,1   |

## Culture locale et patrimoine

### Lieux et monuments
- Croix en pierre (XVIe siècle)  Classé MH (1896)[31], place de l’Église, datant de l'époque Renaissance et constituée d'une colonne monolithe décorée de rinceaux s’enroulant autour de montants verticaux, haute d’environ 6,50 mètres et  assise sur un soubassement octogonal à gradins. Au dessus se trouvent les instruments de la Passion, avec l’échelle, la lance, la colonne de la flagellation, une épée et des cordes[18].
- Église Saint-Léonard, et ses fonts baptismaux  Classé MH (1925)[32] du XIe siècle[18].
- Monument aux morts.
- Ancien puits communal, rue de Wacquemoulin[18].
- Calvaire du cimetière (ou Chapelle de Ménévillers), datée de 1600, constituée d'une petite chapelle en pierre surmontée du calvaire[18].
- L'un des circuits des chars de la Première Guerre mondiale, celui du capitaine Rime Bruneau (11 km), qui débute au monument aux morts de Saint-Martin-aux-Bois, passe par Ménévillers, Wacquemoulin et Montiers[33].

### Personnalités liées à la commune
- Le futur général George Patton, alors lieutenant-colonel de l'US Army, vient observer à la fin de la Première Guerre mondiale, du 22 mai au 1er juin 1918, les chars français du groupement III de chars Schneider stationné à Léglantiers d'avril à juin 1918. 
L'officier américain se rend à Saint-Martin-aux-Bois, Ménévillers, Montiers et Breteuil, au plus près des combats[34].

## Pour approfondir